# Esymus pusillus pusillus
Esymus pusillus pusillus é uma subespécie de insetos coleópteros polífagos pertencente à família Aphodiidae.
A autoridade científica da subespécie é Herbst, tendo sido descrita no ano de 1789.
Trata-se de uma subespécie presente no território português.